# Paul Elsner
Paul Elsner (ur. 11 sierpnia 1865 w Międzylesiu, zm. 18 grudnia 1933 w Nowej Rudzie) – nauczyciel, muzyk i kompozytor.

## Życiorys
Wychował się w miasteczku Mittelwalde (obecnie Międzylesie). Ukończył Seminarium Nauczycielskie w Bystrzycy Kłodzkiej, gdzie muzykę wykładał Wilhelm Kothe (1831-1899), pedagog i kompozytor, członek rodziny śląskich muzyków. Od roku 1886 był nauczycielem we Włodowicach. W roku 1887 przejął pod opiekę chór Męskiego Związku śpiewaczego w Nowej Rudzie. W roku 1911 został naczelnym chórmistrzem parafii katolickiej w Nowej Rudzie. Od roku 1917 prowadził ponadto miejscowy chór drukarni Klambtów. Był kompozytorem licznych pieśni religijnych i świeckich. Napisał m.in. muzykę do utworów poetyckich Roberta Kargera (1874-1946), pisanych w gwarze kłodzkiej języka niemieckiego. Uważany jest za jednego z najwybitniejszych kompozytorów Ziemi kłodzkiej.